# رمضان شریف
رمضان شریف سرتیپ سپاه پاسداران انقلاب اسلامی است که رئیس مرکز اسناد و تحقیقات دفاع مقدس از مرداد ۱۴۰۳ است. وی تا سال ۱۴۰۳ به‌عنوان سخنگو و معاون روابط عمومی سپاه پاسداران انقلاب اسلامی فعالیت می‌کرد. او همچنین ریاست ستاد مرکزی انتفاضه و قدس شورای هماهنگی تبلیغات اسلامی را برعهده دارد. شریف در خلال جنگ ایران و عراق از اعضای سپاه پاسداران بود.